# Малая Алматинка
Малая Алматинка (каз. Кіші Алматы) — река в городе Алма-Ата, правый приток реки Каскелен. Берёт начало из Туюксуских ледников хребта Заилийский Алатау. Длина 125 км, площадь водосбора 710 км². Основные притоки — Сарысай (Жёлтый Лог), Куйгенсай (Горельник), Кимасар (Комиссаровка), Жарбулак (Казачка), Батарейка (Бедельбай), Бутаковка, Карасу-Турксиб, Есентай, Карасу, Теренкара.

## История
В 1854 году отрядом майора Перемышельского левый берег Малой Алматинки был выбран как наиболее подходящее место для строительства Заилийского укрепления. Позднее здесь поселились семьи казаков и образовали Большую и Малую станицы. С этого момента началась история города Верный. Река Малая Алматинка служила основным источником питьевой воды для первых поселенцев.

## Физико-географические характеристики
Малая Алматинка расположена в трёх различных ландшафтных зонах: горной, предгорной и равнинной. Русло реки в горной зоне умеренно извилистое, сложенно валунно-галечниковыми отложениями, ширина 3-13 м; глубина реки от 0,15 до 0,5 м; средний многолетний годовой расход реки 0,32 м³/с, у метеорологической станции Мынжилки, 2,3 м³/с (у города Алма-Аты).
Малая Алматинка и её притоки селеопасны. Наиболее катастрофические сели наблюдались в 1921, 1956, 1973 годах. В октябре 1966 года в урочище Медеу путём направленного взрыва в бассейне реки построена противоселевая плотина.
При выходе из Малоалматинского ущелья река разделяется на 3 рукава: Есентай (Весновку), Жарбулак (Казачку) и собственно Малую Алматинку. В черте города Алма-Аты Малая Алматинка протекает по восточной части города, берега её забетонированы.
В бассейне реки имеется 46 озёр, прудов и водохранилищ общей площадью зеркала 2,5 км².

## Благоустройство и защита от паводков

### Каскады

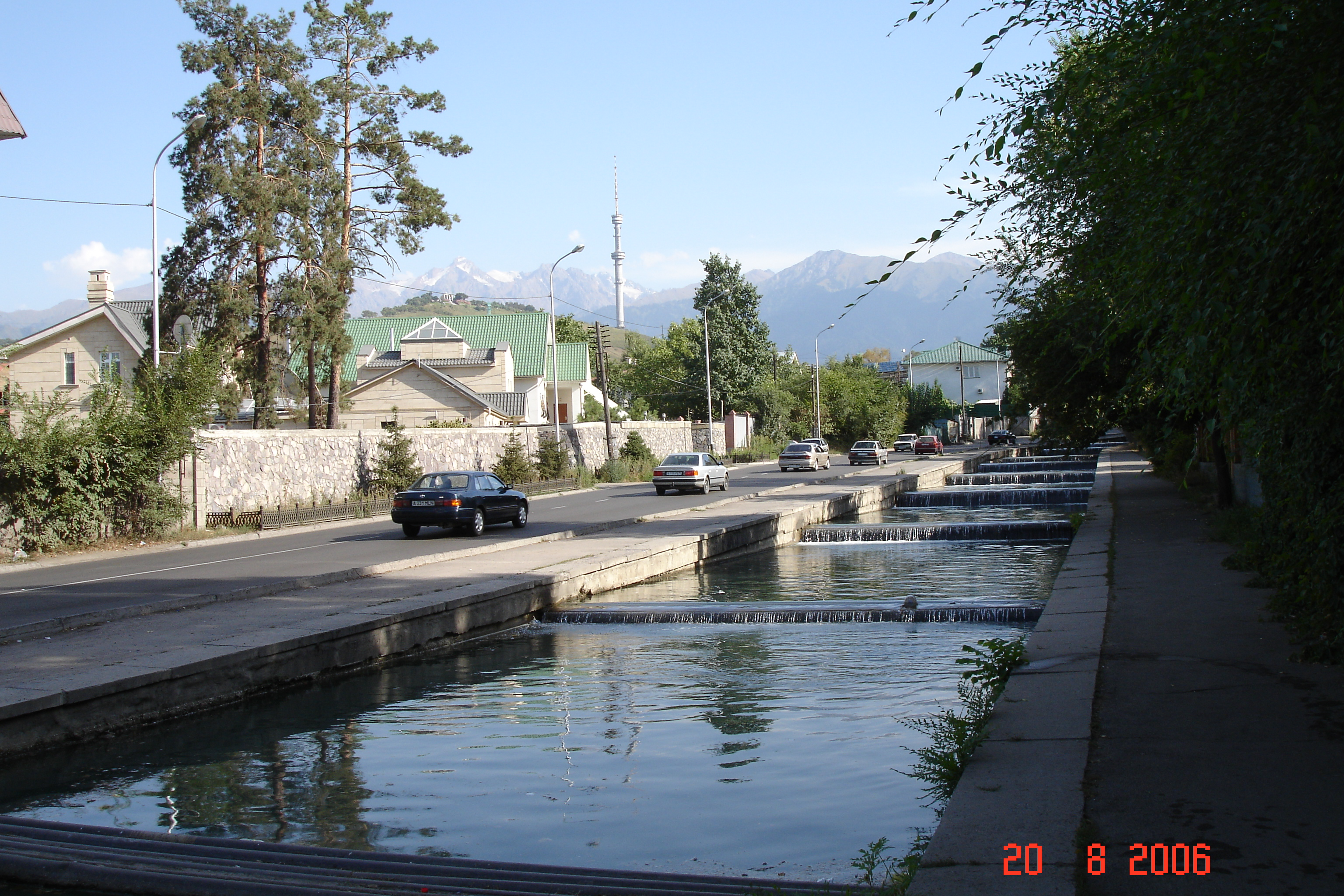
Малая Алматинка с водными каскадами-бассейнами в черте города Алма-Аты

В 1971 году по проекту советских инженеров вдоль русла реки Малая Алматинка создан водный каскад, состоящий из 28 железобетонных водных бассейнов размером 8х12, общей протяженностью 600 м. Русло реки было армировано и забетонировано, вдоль всего русла через определённое расстояние установлены специальные стенки-преграды водосливы, являющиеся важными гасителями скорости течения воды, защищающими город от затопления и паводков. Задачей и целью водных каскадных бассейнов реки является не только защита города от паводков, но и улучшение микроклимата путем охлаждения воздуха города в летнюю жару.
Одновременно с созданием водных каскадов, в целях исключения заледенения и беспрепятственного течения воды реки в холодный (зимний) сезон, был создан специальный железобетонный канал КЛ, проложенный вдоль русла с южной стороны под прогулочным тротуаром набережной. В холодное (зимнее) время, речная вода направляется в этот канал.

### Озеленение
В 1971 году вдоль набережной реки по проекту «Зелёный пояс Алма-Аты» по обеим сторонам русла была установлена защитная зелёная зона, где были высажены защитные зелёные насаждения (вязы). В настоящее зелёная зона время частично сохранена, частично вырублена в связи с незаконной продажей земель водоохранной полосы под застройку жилыми комплексами и кафе.

### Терренкур
Вдоль реки, выше улицы Сатпаева берёт начало прогулочная дорога Терренкур.

## Реконструкция
В 2012 году по заказу акимата города Алма-Ата была завершена капитальная реконструкция русла и набережной реки Малая Алматинка от Дворца Республики до улицы Макатаева. В результате реконструкции были полностью обновлены железобетонные стенки самого русла и каскадов. Обновлено асфальтовое покрытие имеющихся прогулочных тротуаров, установлены новые опоры освещения и консольные натриевые светильники. Стоимость реконструкции составила более 1 млрд тенге, работы проводились компанией ТОО «СпецСтрой».
В 2017 году по заказу акимата Медеуского района была проведена реконструкция железобетонного речного канала КЛ, проложенного вдоль русла с южной стороны под прогулочным тротуаром набережной на участке от улицы Богенбай батыра до улицы Макатаева. Стоимость реконструкции составила 81,5 млн.тенге.
В 2017 году «Управление урбанистики» акимата г.Алма-Ата предложило кардинальное преобразование набережной реки Малая Алматинка и её русла в общественное пространство, заказало разработку проекта. В 2020 году управление комфортной среды получило готовый проект и разыграло тендер на преобразование набережной и русла реки Малая Алматинка. Ознакомившись с проектом жители города, экологические и градозащитные организации возмутились запланированными работами. Проектом преобразования чиновники собирались осуществить масштабную вырубку зелёной зоны водоохранной полосы реки. Для строительства новых многочисленных дорожек, фонтанов и площадок, под снос попадали многочисленные деревья и травяные естественные покровы. Также по проекту преобразования намеревались демонтировать все водные каскады-бассейны реки. Чтобы не допустить вырубки деревьев и демонтажа каскадов реки Малая Алматинка, экологические и градозащитные организации написали открытое обращение Президенту РК Токаеву К.К с просьбой запретить уничтожение деревьев и каскадов. После чего по поручению главы государства, «Управление урбанистики» сделало заявление, что водные каскады будут сохранены, а деревья зелёной зоны не будут вырубать. Однако несмотря на заверения акимата, в октябре 2020 года на реке Малая Алматинка подрядчиком проведен снос нескольких железобетонных каскадов, в русле выломано железобетонное дно и выкопан двухметровый ров. Данные работы вызвали бурное возмущение жителей и экологических организаций города.

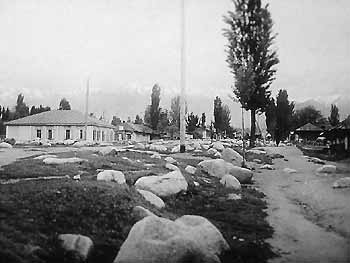
Алма-Ата, улица К. Маркса (сейчас Кунаева) после селя 1921 года

## Загрязнение
В микрорайоне «Маяк» в нижней окраине города в реку Малая Алматинка незаконно проводится сброс загрязненной воды со скотомогильника. Экологи называют данную ситуацию экологической катастрофой.

## Использование
Вода реки используется для водоснабжения промышленных предприятий и орошения. Проблемы водоснабжения учитывали ещё составители первого проекта строительства Верного (1868 год): в южной, ещё не застроенной части города был проложен магистральный канал (головной арык) от реки Малая Алматинка до реки Есентай (Весновка), расширенный и облицованный камнем в 1899 году.

## Рукава
- Есентай — левый рукав. Длина 43 км. В черте города Алма-Аты берега реки забетонированы. Средний годовой расход воды 0,06 м³/с. Половодье — в мае-июне. Питание снего-дождевое[15].
- Жарбулак (Казачка). Длина 4,5 км, площадь водосбора 5,92 км², питание снеговое и частично грунтовое. Средняя ширина русла 1,8 м, средняя глубина 0,10-0,15 м. Сток наблюдается круглый год. Средний многолетний расход воды 0,083 м³/с, наибольший — 1,16 м³/с[16].

## Основные притоки
Основными притоками реки Малая Алматинка являются:
Куйгенсай (Горельник). Берёт начало с северного склона хребта Заилийский Алатау на высоте 3 тыс. м. Длина 5,8 км, площадь водосбора 12 км², имеет 2 притока общей длиной 4 км. В верховье реки 3 моренных озера. Ширина русла 1,8-2 м, глубина 0,15-0,2 м. Средний многолетний расход воды 0,24 м³/с, сток — круглый год. Река селеопасна. Наиболее крупные селевые потоки наблюдались 10 мая 1944 года (селевой расход 9,9 м³/с) и 22 мая 1951 года (селевой расход 20 м³/с). В 5 км выше устья находится водопад высотой около 10 м.
Котырбулак — берёт начало на северном склоне горы Котырбулак и впадает в реку Малая Алматинка. Длина 32 км. Площадь водосбора 81,5 км². Наибольший средний годовой расход воды до 0,5 м³/с.
Карасу — правый приток. Берёт начало из родников северного склона хребта Заилийский Алатау. Длина 17 км, имеет 11 мелких притоков. Сток наблюдается круглый год. Средний многолетний расход воды около 10 л/с. Наибольший расход — 30-40 л/с в период снеготаяния.